# De Dion-Bouton Type DM

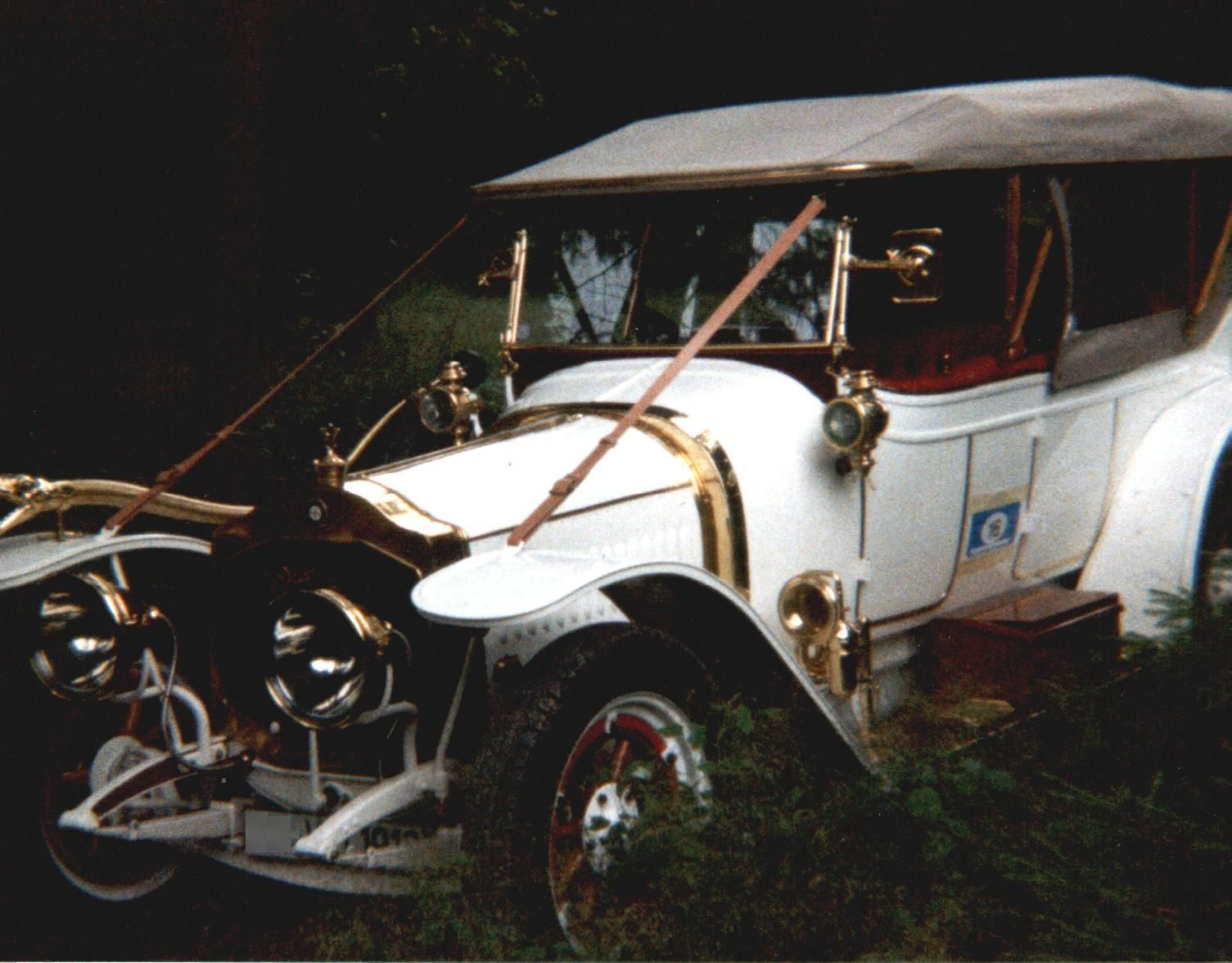
De Dion-Bouton Type DM als Tourenwagen

Der De Dion-Bouton Type DM ist ein Pkw-Modell aus den 1910er Jahren. Er gehört zur Baureihe der V8-Modelle des französischen Herstellers De Dion-Bouton.

## Beschreibung
Die Zulassung durch die nationale Zulassungsbehörde erfolgte am 28. November 1911. Es gab keinen Vorgänger dieser Hubraumklasse.
Der V8-Motor hat 70 mm Bohrung, 130 mm Hub und 4002 cm³ Hubraum. Er war damals in Frankreich mit 20 Cheval fiscal (Steuer-PS) eingestuft. Bei 1500 Umdrehungen in der Minute leistet er 38,3 bhp. Die Höchstleistung des Motors ist nicht bekannt. Er ist vorne im Fahrgestell montiert und treibt über ein Vierganggetriebe und eine Kardanwelle die Hinterräder an. Die Hinterachse ist eine De-Dion-Achse.
Die Basis bildet ein Pressstahlrahmen. Der Radstand beträgt 3270 mm und die Spurweite 1400 mm. Eine Fahrzeuglänge von 4488 mm ist bekannt.
Bekannt sind Aufbauten als Tourenwagen und Phaeton.
Das Modell wurde 14 Monate lang angeboten. Nachfolger wurden die Type EC und Type ED, die am 20. Januar 1914 ihre Zulassungen erhielten.
Ein rotes Fahrzeug mit einem als Roadster bezeichneten zweisitzigem Aufbau von Flandrau aus der Nethercutt Collection nahm 2009 am Pebble Beach Concours d’Elegance teil. Ein weißer Tourenwagen mit deutscher Zulassung in Hamburg wurde mehrfach bei Oldtimerveranstaltungen in Deutschland eingesetzt.